# Doblepensar
Doblepensar (doublethink en inglés) es un neologismo que aparece en la novela 1984 de George Orwell, y que forma parte del léxico de la llamada neolengua. 
Se trata un proceso de adoctrinamiento por el cual se espera que el sujeto acepte como verdadero lo que es claramente falso, o que acepte simultáneamente dos ideas mutuamente contradictorias como correctas, a menudo en contradicción con sus propios recuerdos o sentido de la realidad.

## Definición
Según el autor, el doblepensar, como herramienta de dominación, se puede definir de la siguiente manera:

Doblepensar significa el poder, la facultad de sostener dos opiniones contradictorias simultáneamente, dos creencias contrarias albergadas a la vez en la mente. El intelectual del Partido sabe en qué dirección han de ser alterados sus recuerdos; por tanto, sabe que está trucando la realidad; pero al mismo tiempo se satisface a sí mismo por medio del ejercicio del doblepensar en el sentido de que la realidad no queda violada. Este proceso ha de ser consciente, pues, si no, no se verificaría con la suficiente precisión, pero también tiene que ser inconsciente para que no deje un sentimiento de falsedad y, por tanto, de culpabilidad. El doblepensar está arraigado en el corazón mismo del Ingsoc (Partido Socialista Inglés), ya que el acto esencial del Partido es el empleo del engaño consciente, conservando a la vez la firmeza de propósito que caracteriza a la auténtica honradez. Decir mentiras a la vez que se cree sinceramente en ellas, olvidar todo hecho que no convenga recordar, y luego, cuando vuelva a ser necesario, sacarlo del olvido sólo por el tiempo que convenga, negar la existencia de la realidad objetiva sin dejar ni por un momento de saber que existe esa realidad que se niega... todo esto es indispensable. Incluso para usar la palabra doblepensar es preciso emplear el doblepensar. Porque para usar la palabra se admite que se están haciendo trampas con la realidad. Mediante un nuevo acto de doblepensar se borra este conocimiento; y así indefinidamente, manteniéndose la mentira siempre unos pasos delante de la verdad. En definitiva, gracias al doblepensar ha sido capaz el Partido —y seguirá siéndolo durante miles de años— de parar el curso de la Historia.

Fragmento del libro ficticio Teoría y práctica del colectivismo oligárquico, de Emmanuel Goldstein, que el protagonista de la novela, Winston Smith, y el lector leen simultáneamente.